# 코러스 라인 (영화)
코러스 라인(A Chorus Line)은 미국에서 제작된 리차드 아텐보로 감독의 1985년 뮤지컬, 드라마 영화이다. 마이클 브레빈스 등이 주연으로 출연하였고 사이 푸어 등이 제작에 참여하였다.

## 출연

### 주연
- 마이클 브레빈스
- 야밀 보게스
- 잔 갠 보이드
- 샤론 브라운
- 그렉 버게
- 마이클 더글라스
- 캐머런 잉글리쉬
- 토니 필즈
- 니콜 포시
- 빅키 프레더릭

### 조연
- 자넷 존스
- 미셀 존스톤
- 오드리 랜더스
- 팜 클린거
- 테렌스 만
- 찰스 맥고완
- 알리슨 리드
- 저스틴 로스
- 브레인 세비지
- 맷 웨스트

## 제작진
- 원작자: 마이클 베넷
- 협력프로듀서: 조셉 M. 카라시올로
- 미술: 패트리지아 본 브랜던스타인
- 배역: 줄리 휴즈
- 배역: 베리 모스
- 안무: 제프리 호나데이